# Attentato di Itamar del 2002
L'attentato terroristico di Itamar fu un attentato terroristico avvenuto il 20 giugno 2002 intorno alle 21:00. Due militanti palestinesi fecero irruzione in un'abitazione nell'insediamento israeliano di Itamar in Cisgiordania, uccidendo una donna e i suoi tre figli e ferendo altri due bambini. Il Fronte Popolare per la Liberazione della Palestina rivendicò l'attentato.

## Contesto storico
Il 28 settembre 2000, in seguito alla provocatoria visita dell'allora capo del Likud Ariel Sharon al Monte del Tempio scoppiò la Seconda intifada, una serie di attentati che aumentarono rapidamente di intensità e proseguirono fino al 2005, assumendo i caratteri di una vera e propria guerra.

## L'attentato
I terroristi giunsero a Itamar poco dopo le 21:00 e iniziarono a sparare in tutte le direzioni. Fecero irruzione in un'abitazione, uccisero Rachel Shabo (40 anni) e i suoi tre figli: Neria (15 anni), Zvika (12 anni) e Avishai (5 anni). Gli altri due figli, Asahel (10 anni) e Avia (13 anni) furono solamente feriti.
L'unità di sicurezza dell'insediamento fu allertata immediatamente e giunse sul luogo poco dopo. Il comandante Yoseph Twito (31 anni) fu ucciso nel tentativo di salvare i civili intrappolati nella casa. In seguito, forze dell'IDF, di Yamas e della polizia circondarono la casa e ingaggiarono una sparatoria con i militanti. Circa un'ora dopo i soldati fecero irruzione in casa e durante lo scontro uno dei terroristi rimase ucciso. Il secondo fuggì attraverso una finestra e fu ucciso in un'abitazione vicina. Durante l'irruzione delle forze armate, otto israeliani rimasero feriti e la casa prese fuoco.

## Rivendicazione
Il Fronte Popolare per la Liberazione della Palestina ha rivendicato la responsabilità dell'attentato attraverso una telefonata ad Associated Press.

## Vittime
Le seguenti persone persero la vita nell'attentato:
- Yosef Twito, 31
- Rachel Shabo, 40
- Neria Shabo, 15
- Avishai Shabo, 5
- Zvika Shabo, 12